# Völkermord-Fall Rohingya
Die Anwendung der Konvention über die Verhütung und Bestrafung des Verbrechens des Völkermordes (Gambia gegen Myanmar), allgemein als der Völkermord-Fall Rohingya bezeichnet, ist ein Verfahren, das vor dem Internationalen Gerichtshof (IGH) und vor dem Internationalen Strafgerichtshof (ICC/IStGH) in Den Haag verhandelt wird.

## Verfahrensgeschichte
Am 11. November 2019 reichte Gambia beim IGH einen Antrag gegen Myanmar ein und leitete das Verfahren ein. In dem Antrag wurde behauptet, dass Myanmar seit etwa Oktober 2016 Massenmord, Vergewaltigung und Zerstörung von Gemeinden gegen die Volksgruppe der Rohingya im Bundesstaat Rakhine begangen habe und dass diese Handlungen gegen die Völkermord-Konvention verstoßen. Zu den externen Beratern für Gambia gehören ein Team der Anwaltskanzlei Foley Hoag unter der Leitung von Paul Reichler sowie die Professoren Philippe Sands vom University College London und Payam Akhavan von der McGill-Universität in Kanada.
Die Gegenseite (Myanmar) vertrat die Führerin und Staatsrätin Aung San Suu Kyi zusammen mit einem Rechtsteam. Suu Kyi bestritt vor Gericht, dass die Streitkräfte in der Absicht gehandelt hätten, an den Rohingya einen Genozid zu verüben, und verteidigte damit das Militär. Gegen diese Darstellung protestierte die Menschenrechtsaktivistin Esther Ze Naw Bamvo im November 2019 beim Internationalen Gerichtshof.
Gambia reichte ebenfalls einen Antrag auf die Vornahme vorläufiger Schutzmaßnahmen ein. Der IGH hielt vom 10. bis 12. Dezember 2019 drei Tage lang eine öffentliche Anhörung zu diesem Antrag ab. Ein Kommentator beschrieb die Anhörung als „bemerkenswertes Spektakel“ und bemerkte, dass das Team Gambias „brutale Beschreibungen“ von Gräueltaten lieferte, während Aung San Suu Kyi es vermied, das Wort „Rohingya“ zu benutzen – außer in einem Verweis auf die Arakan Rohingya Heilsarmee.
Am 23. Januar 2020 erließ der IGH einen Beschluss über den Antrag Gambias auf vorläufige Maßnahmen. Der Beschluss erließ vorläufige Maßnahmen, mit denen Myanmar angewiesen wurde, während der Anhängigkeit des Falles Völkermordakte gegen die Rohingya-Moslems zu verhindern und regelmäßig über die Umsetzung des Befehls zu berichten.
Der Gerichtshof erließ am selben Tag eine Verfahrensanordnung, die die Einreichungsfristen auf den 23. Juli 2020 für The Gambia’s Memorial und den 25. Januar 2021 für Myanmars Counter-Memorial festlegte. Angesichts der COVID-19-Pandemie wurden diese Fristen auf Antrag von Gambia bis zum 23. Oktober 2020 bzw. 23. Juli 2021 verlängert.
Im November 2023 schlossen sich Kanada, Dänemark, Frankreich, Deutschland, die Niederlande, das Vereinigte Königreich und die Malediven der bei der IGH eingereichten Völkermord-Anklage Gambias gegen Myanmar an.
Am 27. November 2024 beantragte Chefankläger Karim Ahmad Khan vor dem Internationalen Strafgerichtshof einen Haftbefehl gegen den Putschisten Min Aung Hlaing wegen Verbrechen gegen die Menschlichkeit im Zusammenhang mit der Deportation und Verfolgung der Rohingya im Jahr 2017.

## Analyse
In einer Analyse der Entscheidung im Blog des European Journal of International Law bezeichnete Marko Milanovic, Professor an der University of Nottingham School of Law, den Beschluss des Gerichts als „offensichtlich einen Sieg für Gambia und für die Sache der Rohingya im Allgemeinen“, stellte aber auch fest, dass der Beschluss weitgehend nur bestehende „Staatsverpflichtungen nach der Völkermordkonvention“ reproduziere und nicht die umfassenderen Maßnahmen und Erklärungen enthalte, die Gambia gefordert hatte.

## Hintergrund und Berichte

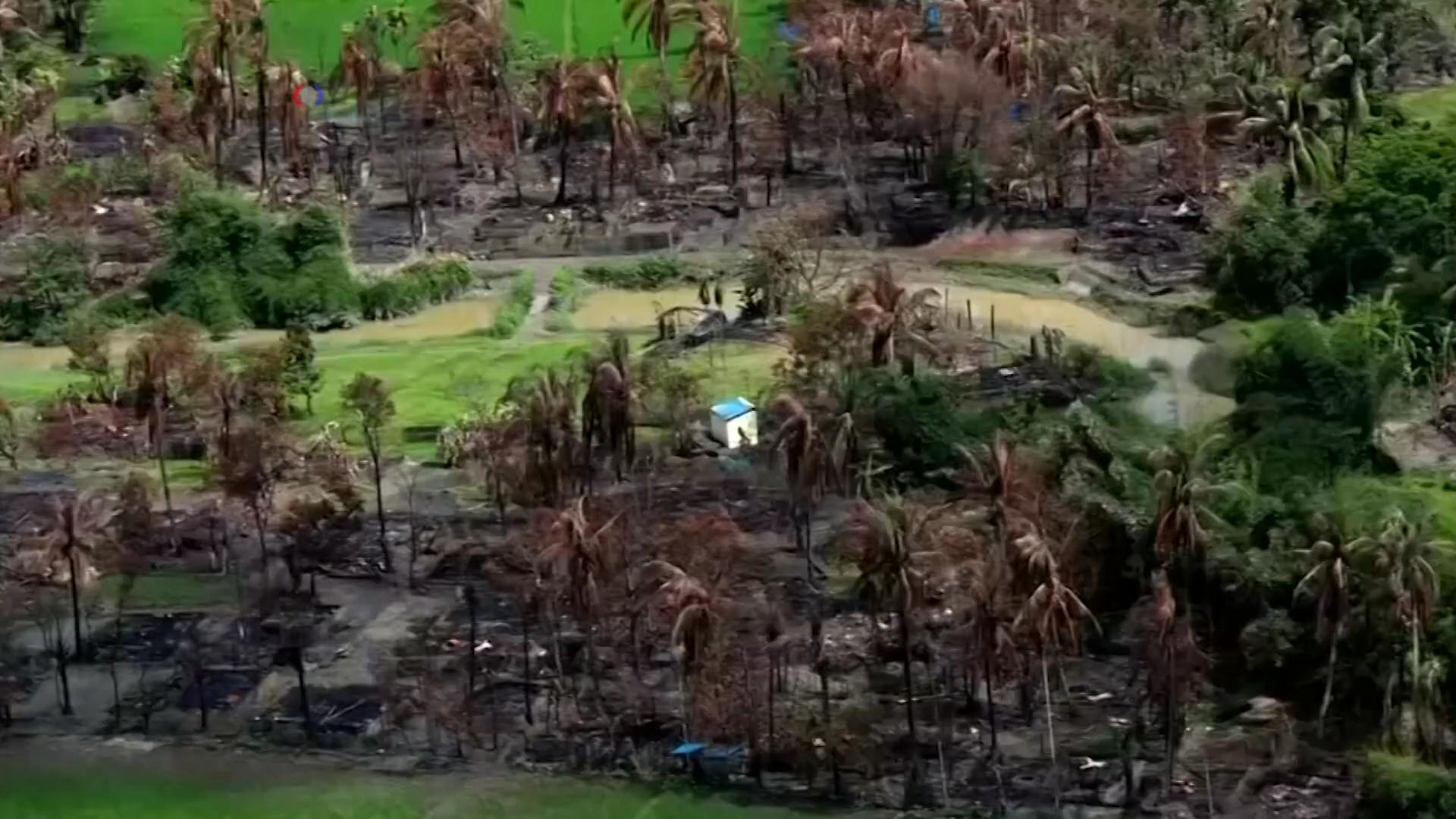
Zerstörtes bzw. ausgebranntes Dorf der Rohingya im Bundesstaat Rakhine (September 2017)

Das Volk der Rohingya ist eine ethnische Minderheit in Myanmar, die in den letzten Jahren einer Massenverfolgung ausgesetzt ist, die vielfach als Völkermord bezeichnet wurde.
In Bezug auf Aung San Suu Kyis Motivation, sich für die Sache der Beklagten einzusetzen, schreibt The Economist: „Es ist schwer, sich der Schlussfolgerung zu entziehen, dass sie das Elend der Rohingyas ausnutzt, um die Aussichten ihrer Partei bei den für 2020 anstehenden Wahlen zu verbessern.“
Ärzte ohne Grenzen schätzt, dass zwischen August 2017 und September 2017 mindestens 6700 Rohingya getötet wurden.
Im September 2020 veröffentlichte die New York Times Berichte, wonach zwei Soldaten gestanden haben, auf Befehl an der Auslöschung von 20 Rohingya-Dorfgemeinschaften beteiligt gewesen zu sein. Laut den Berichten wurden die Soldaten nach Den Haag gebracht, nachdem sie von Verbündeten der Arakan Army gefangen genommen worden waren.